# لیث صفار
لیث صفار یا لیث سیستانی که با نام ماهک نیز از او یاد شده‌است، پدر یعقوب لیث صفار است که در روستایی به اسم قرنین در سیستان می‌زیسته‌است.

## زندگی
لیث یک رویگر سیستانی بود که در سیستان می‌زیست و چهار پسر به نام‌های یعقوب (رادمان)، عمرو (رامین)، علی و طاهر داشت.
پسران و نوادگان وی توانستند برای مدت محدودی شاهنشاهی ساسانی را احیا کنند اما پس از کشته شدن عمرو لیث به دست خلیفه عباسی مقتدر امیران دودمان صفاری به شاهان دست نشانده تبدیل شدند.

### تبار
صفاریان نسب خود را به ساسانیان و از طریق آن به پادشاهان کیانی و پیشدادی می‌رساندند، علاوه بر صفاریان خاندان‌های دیگری مثل سامانیان و آل بویه نیز نسب خود را به شاهان قدیم ایران می‌رساندند. به‌عقیدهٔ باستانی پاریزی علت این انتساب‌ها، اعتقاد به فرّ ایزدی پادشاهان قدیم ایران بود. به‌طور کلی، سند معتبری دربارهٔ نیاکان یعقوب لیث وجود ندارد و در انتساب او به پادشاهان ساسانی جای تردید است، زیرا تقریباً عموم حکومت‌هایی که بعد از ورود اسلام در ایران تشکیل شده‌اند، به نحوی خود را به یکی از خاندان‌های بزرگ ایرانی قبل از اسلام منسوب کرده‌اند. علت این انتساب، از طرفی واکنش ایرانیان در مقابل عصبیت عرب‌ها و تحقیر عجم بوده است و از طرف دیگر، بدین ترتیب می‌توانستند از حس ملیت‌پرستی مردم استفاده کنند و با بیدار کردن غرور قومی از کمک و یاری آن‌ها برخوردار شوند. علاوه بر آن به مقابله با فرستادگان خلفا پرداخته و حکومت مستقلی تشکیل دهند. فرمانروایان مسلمان، از ایرانی گرفته تا عرب و ترک، همگی خود را به گونه‌ای به دودمان ساسانی متصل می‌کردند و بدین‌گونه، ساسانیان هیچ‌گاه فراموش نشدند.